# Celtic Thunder
Celtic Thunder ist eine fünfköpfige, männliche, irisch-schottische Gesangsgruppe.

## Geschichte
Initiiert wurde das Projekt von der Produzentin Sharon Browne, die auch schon das weibliche Gegenstück Celtic Woman auf die Beine gestellt hatte, und dem Songwriter und Produzenten Phil Coulter. Für die Gruppe wurden fünf Sänger mit bewährtem musikalischem Hintergrund ausgewählt, die zwischen 14 und 41 Jahren alt waren und aus Irland, Nordirland und Schottland stammen.
Im August 2007 wurde im Helix in Dublin die erste Show von Celtic Thunder aufgeführt. Zum Repertoire gehörten neben traditionellen keltischen Songs Neukompositionen von Coulter und eine ganze Reihe von Oldies aus den 60er bis 80er Jahren. Zwei Drittel der Songs waren dabei Solodarbietung von jeweils einem der fünf Sänger. Die Aufzeichnung der Veranstaltung wurde im März 2008 landesweit im US-Fernsehen ausgestrahlt, dazu kam ein Auftritt am Saint Patrick’s Day in New York, der ebenfalls im Fernsehen zu sehen war.
Celtic Thunder erwiesen sich als sehr erfolgreich und das Album zur Show eroberte in kurzer Zeit Platz eins der US-Weltmusik-Alben-Charts. 18-mal stand es an der Spitze, bevor es im Oktober desselben Jahres vom Nachfolgealbum Act Two abgelöst wurde. Diese zweite Veröffentlichung ging einher mit einer Tour durch den Norden der Staaten mit Auftritten in 48 Städten. Ein weiterer Höhepunkt für die Gruppe war der Auftritt vor dem US-Präsidenten Obama am Saint Patrick’s Day 2009.
Das dritte Album Take Me Home wurde im Juli 2009 veröffentlicht und stieg erneut auf Platz eins der Weltmusik-Charts ein. Wie alle Alben zuvor, platzierte sich auch dieses Album erfolgreich in den offiziellen Verkaufscharts.
Der Sänger George Donaldson starb am 12. März 2014 an einem Herzinfarkt.

## Mitglieder

### Aktuelle Besetzung
- Damian McGinty (* 1992 in Derry): beim ersten Auftritt von Celtic Thunder war er erst 14 Jahre alt, zuvor hatte er schon Gesangswettbewerbe gewonnen und CD-Aufnahmen gemacht. Er verließ Celtic Thunder 2011 und kam 2016 wieder.
- Ryan Kelly (* 1978 in Moy): nordirischer Folksänger, der an Castingshows teilgenommen hat und in Musicals mitspielte
- Neil Byrne (* 1979 in Bray): zunächst Gitarrist und Backgroundsänger, mittlerweile volles Mitglied bei Celtic Thunder
- Michael O’Dwyer (* 1992): trat Celtic Thunder bei, als der Austritt von Keith Harkin bekannt wurde
- Emmett Cahill (* 1991): Irischer Klassik-Sänger, wurde Nachfolger von Paul Byrom

### Ehemalige Mitglieder
- Keith Harkin (* 1986 in Derry): nordirischer Popmusiker, der ebenfalls schon vorher Festival- und Konzertauftritte hatte und durch die BBC-Sendung Dhá Theanga bekannt wurde, für die er auch Musik komponierte
- Paul Byrom (* 1979 in Dublin): klassischer Tenor, veröffentlichte 2005 in seiner Heimat bereits erfolgreich eine eigene Klassik-CD und gab Konzerte vor ausverkauftem Haus
- Daniel Furlong (* 1998): Sopransänger, Nachfolger von Damian McGinty und Gewinner der dritten Staffel der "The All Ireland Talent Show"
- George Donaldson (* 1968 in Glasgow; † 12. März 2014): schottischer Folkmusiker, der schon in Nordamerika und auf dem europäischen Festland tourte

## Diskografie und Video-Veröffentlichungen

### Studioalben
| Titel                               | Erstveröffentlichung | erhältliche Formate | involvierte Mitglieder                                           | Anmerkungen                                                   |
| ----------------------------------- | -------------------- | ------------------- | ---------------------------------------------------------------- | ------------------------------------------------------------- |
| Celtic Thunder                      | 18.03.2008           | CD & DVD            | Byrom, Donaldson, Harkin, Kelly, McGinty                         |                                                               |
| Celtic Thunder: Act Two             | 16.09.2008           | CD                  | Byrom, Donaldson, Harkin, Kelly, McGinty                         |                                                               |
| Celtic Thunder: Take Me Home        | 14.07.2009           | CD & DVD            | Byrom, Donaldson, Harkin, Kelly, McGinty                         |                                                               |
| Celtic Thunder: It’s Entertainment! | 09.02.2010           | CD & DVD            | Byrne, Byrom, Donaldson, Harkin, Kelly, McGinty                  | auch erhältlich als QVC-Special-Edition mit Live Bonus-Tracks |
| Celtic Thunder: Christmas           | 12.10.2010           | CD & DVD            | Byrne, Byrom, Donaldson, Harkin, Kelly, McGinty                  | auch erhältlich als QVC-Special-Edition mit Bonus-Track       |
| Celtic Thunder: Heritage            | 21.02.2011           | CD & DVD            | Byrne, Byrom, Cahill, Donaldson, Harkin, Kelly, McGinty          |                                                               |
| Celtic Thunder: Storm               | 20.09.2011           | CD & DVD            | Byrne, Byrom, Donaldson, Harkin, Kelly, McGinty                  | bereits 2009 aufgenommen                                      |
| Celtic Thunder: Voyage              | 28.02.2012           | CD & DVD            | Byrne, Cahill, Furlong, Donaldson, Harkin, Kelly, McGinty        |                                                               |
| Celtic Thunder: Voyage II           | 25.06.2012           | CD & DVD            | Byrne, Byrom, Cahill, Furlong, Donaldson, Harkin, Kelly, McGinty | nur online erhältlich                                         |
| Celtic Thunder: Mythology           | 19.02.2013           | CD & DVD            | Byrne, Cahill, Donaldson, Harkin, Keegan, Kelly                  | auch als Doppel-CD erschienen                                 |
| Celtic Thunder: Christmas Voices    | 11.10.2013           | CD                  | Byrne, Cahill, Donaldson, Harkin, Keegan, Kelly                  | 2014 neu veröffentlicht als Holiday Symphony                  |
| Emmet Cahill’s Ireland              | 24.02.2017           | CD                  | Byrne, Cahill, Donaldson, Harkin, Keegan, Kelly                  |                                                               |

### Kompilationen
| Titel                                | Erstveröffentlichung | erhältliche Formate | Anmerkungen                                                                          |
| ------------------------------------ | -------------------- | ------------------- | ------------------------------------------------------------------------------------ |
| Celtic Thunder: Ireland’s Call       | 2010                 | CD                  | QVC-Bonus-CD veröffentlicht zusammen mit It’s Entertainment!                         |
| Celtic Thunder: The Irish Collection | 2011                 | CD                  | Bonus-CD zusammen veröffentlicht mit Storm                                           |
| Celtic Thunder: Heartland            | 2012                 | CD plus DVD         | 15 track compilation                                                                 |
| Celtic Thunder: Islands              | 2013                 | CD                  | für die Celtic Thunder Cuise 2013 veröffentlicht                                     |
| Celtic Thunder: Home                 | 2013                 | DVD                 | enthält Highlights der vergangenen DVDs                                              |
| Celtic Thunder: Myths & Legends      | 25.10.2013           | CD plus DVD         | australische Veröffentlichung; Backstage-DVD und CD mit 14 unveröffentlichten Songs  |
| Celtic Thunder: My Land              | 18.04.2014           | CD plus DVD         | australische Veröffentlichung; Dokumentation-DVD und CD mit unveröffentlichten Songs |
| George                               | 2014                 | CD & DVD            | George Donaldson Tributealbum                                                        |
| Celtic Horizons                      | 2014                 | CD                  | für die Celtic Thunder Cruise 2014 veröffentlicht                                    |
| The Very Best of Celtic Thunder      | 2015                 |                     |                                                                                      |

### Livealben
| Titel                                                      | Erstveröffentlichung | erhältliche Formate | involvierte Mitglieder                          | Anmerkungen                  |
| ---------------------------------------------------------- | -------------------- | ------------------- | ----------------------------------------------- | ---------------------------- |
| Celtic Thunder: Live & Unplugged at Sullivan Hall New York | 2013                 | CD & DVD            | Byrne, Cahill, Donaldson, Harkin, Keegan, Kelly | aufgenommen im Dezember 2012 |

## Auszeichnungen für Musikverkäufe
| Goldene Schallplatte - Australien - 2012: für das Videoalbum Storm - 2016: für das Videoalbum Legacy Vol.1 - Irland - 2008: für das Videoalbum Celtic Thunder Platin-Schallplatte - Australien - 2011: für das Videoalbum Christmas - 2012: für das Videoalbum Heritage - 2013: für das Videoalbum Voyage - 2014: für das Videoalbum Mythology | 2× Platin-Schallplatte - Australien - 2011: für das Videoalbum Take Me Home - 2012: für das Videoalbum It’s Entertainment - 2012: für das Videoalbum The Show |

| Land/RegionAuszeichnungen für Musikverkäufe (Land/Region, Auszeichnungen, Verkäufe, Quellen) | Gold     | Platin       | Verkäufe | Quellen        |
| -------------------------------------------------------------------------------------------- | -------- | ------------ | -------- | -------------- |
| Australien (ARIA)                                                                            | 2× Gold2 | 10× Platin10 | 165.000  | aria.com.au    |
| Irland (IRMA)                                                                                | Gold1    | —            | 2.000    | irishcharts.ie |
| Insgesamt                                                                                    | 3× Gold3 | 10× Platin10 |          |                |